# Sławomir
Sławomir, Sławimir, Sławomier, Sławmir – staropolskie męskie imię pochodzenia słowiańskiego, złożone z członów Sławo- („sława, sławić”) i -mir („pokój, spokój, dobro, świat”). Imię to prawdopodobnie znaczyło tyle, co „ten, który zdobywa sławę poprzez pokój, pokojowe zachowanie, zaprowadzanie porządku, spokoju” (w przeciwieństwie do imion typu Borzysław, w których sława zdobywana jest w walce).
Zdrobnienia: Sław, Sławek, Sławuś, Sławeczek.
Żeński odpowiednik: Sławomira. 
Do lat 20. XX wieku imię mało popularne (70 nadań w tamtym okresie). Skokowy wzrost liczby nadań nastąpił w latach 50. i 60. XX wieku (26532 nadań w latach sześćdziesiątych). W 1994 roku żyło 208874 Sławomirów.  W XXI wieku imię nadal popularne w Polsce, o zanikającej popularności. W styczniu 2025 roku 37. miejsce wśród imion męskich. W styczniu 2025 r. w rejestrze PESEL, wśród publicznie dostępnych danych dotyczących osób żyjących, wykazano 182723 mężczyzn o imieniu Sławomir nadanym jako imię pierwsze.
Sławomir imieniny obchodzi: 17 maja, 5 listopada i 23 grudnia.
Łacińskie tłumaczenie: Slavomirus.
Porównaj: Mirosław.  Podobne imiona staropolskie: Sławobor, Sławociech, Sławosław

## Mężczyźni o imieniu Sławomir
- Sławomir – książę obodrzycki,
- Sławomir (morawski) – władca wielkomorawski,
- Sławomir, właśc. Sławomir Zapała – polski aktor oraz piosenkarz,
- Sławomir Bugajski – polski fizyk,
- Sławomir Brzoska – polski artysta współczesny,
- Sławomir Cytrycki – polityk,
- Sławomir Czerwiński – działacz państwowy oraz pedagog,
- Sławomir Drabik – żużlowiec,
- Paul Freier, właśc. Sławomir Paweł Freier,
- Sławomir Idziak – operator filmowy,
- Sławomir Izdebski – polityk,
- Sławomir Jeneralski – dziennikarz, polityk,
- Sławomir Kaczorowski – kompozytor,
- Sławomir Kalembka – naukowiec historyk,
- Sławomir Kiełbus – twórca komiksów, ilustrator,
- Sławomir Kłosowski – polityk,
- Sławomir Kowal – samorządowiec,
- Sławomir Kuczko – pływak,
- Sławomir Kulpowicz – muzyk,
- Sławomir Pajor – samorządowiec,
- Sławomir Luto – sportowiec, zapaśnik,
- Sławomir Łosowski – muzyk, lider grupy Kombi (zespół muzyczny),
- Sławomir Matusz – polski poeta,
- Sławomir Mentzen - ekonomista, polityk,
- Sławomir Mrożek – pisarz,
- Sławomir Neumann – polityk, poseł na Sejm RP,
- Sławomir Nowak – polityk,
- Sławomir Oder – ksiądz katolicki,
- Sławomir Olszewski – polski piłkarz, bramkarz,
- Sławomir Orzechowski – aktor,
- Sławomir Orzeł – kulturysta,
- Sławomir Pacek – aktor,
- Sławomir Peszko – piłkarz,
- Sławomir Petelicki – generał WP,
- Sławomir Piechota – polityk, poseł na Sejm,
- Sławomir Piestrzeniewicz – ilizjonista,
- Sławomir Rybicki – polityk, poseł na Sejm,
- Sławomir Sadowski – nauczyciel, senator,
- Sławomir Shuty – pisarz, reżyser,
- Sławomir Sierakowski – publicysta,
- Sławomir Siezieniewski – dziennikarz telewizyjny,
- Sławomir Sikora,
- Sławomir Sikora (ekonomista) – prezes zarządu Banku Handlowego,
- Sławomir Sokołowski – muzyk,
- Sławomir Sowiński – politolog,
- Sławomir Starosta – muzyk oraz wydawca pornograficzny,
- Sławomir Suchomski – sportowiec, piłkarz,
- Sławomir Szczęśniak – aktor,
- Sławomir Szmal – piłkarz ręczny,
- Sławomir Sztobryn – naukowiec,
- Sławomir Szwedowski – ekonomista,
- Sławomir Świerzyński – wokalista,
- Sławomir Tumański – naukowiec, elektronik,
- Sławomir Wierzcholski – muzyk,
- Sławomir Wojciechowski – sportowiec, piłkarz,
- Sławomir Worotyński – poeta,
- Sławomir Woźniak – tancerz, choreograf,
- Sławomir Zawiślak – poseł na Sejm RP,
- Sławomir Zieleniewski – trener i działacz sportowy.